# Cardiophorus kaszabi
Cardiophorus kaszabi is een keversoort uit de familie kniptorren (Elateridae). De wetenschappelijke naam van de soort werd voor het eerst geldig gepubliceerd in 1969 door Elena Gurjeva.